# カルレス・プジョル

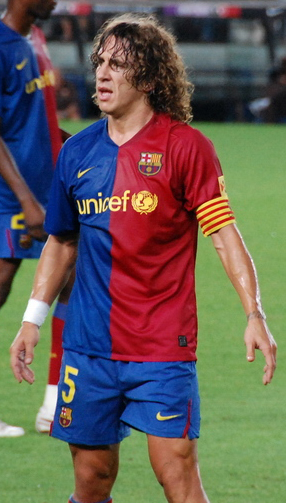
バルセロナでのプジョル(2008年)
左腕のキャプテンマークはカタルーニャ州の州旗の柄である

カルレス・プジョル・サフォルカーダ（Carles Puyol Saforcada IPA：[ˈkaɾləs puˈjol i səfuɾˈkaðə], 1978年4月13日 - ）は、スペインカタルーニャ州ラ・ポブラ・デ・セグール出身の元サッカー選手。ポジションはDF（センターバック、右サイドバック）。
FCバルセロナの下部組織出身であり、1999年にトップチームに昇格、2004年にはキャプテンに就任し、2013-14シーズンを最後にFCバルセロナのフランチャイズ・プレイヤーとして現役を引退した。この間、5度のリーガ・エスパニョーラ優勝、3度のUEFAチャンピオンズリーグ優勝など数々のチームタイトル、6度のUEFAチーム・オブ・ザ・イヤー、3度のFIFAチーム・オブ・ザ・イヤーなど、いくつもの個人タイトルも獲得した。
また、スペイン代表として、2000年にシドニーオリンピック、2002年と2006年と2010年にFIFAワールドカップ、2004年と2008年にUEFA欧州選手権に出場した。UEFA EURO 2008ではスペイン代表の44年ぶりの優勝に貢献し、2010 FIFAワールドカップではスペイン代表の初優勝に貢献した。

## クラブ経歴

### プロデビュー前
カタルーニャ州リェイダ県のラ・ポブラ・デ・セグールに生まれ、地元のクラブでサッカーを始めた。最初はゴールキーパーだったが、肩の怪我を機にフォワードに転向した。プジョルは少年時代を「両親はサッカー選手としての将来に懐疑的で、勉強を頑張るように言われた」と語っている。1995年、17歳の時にFCバルセロナの下部組織であるラ・マシアに入寮し、守備的ミッドフィールダーに転向した。1996年頃にはセグンダ・ディビシオン（2部）の数クラブからレンタル移籍のオファーがあったが、FCバルセロナを離れたくなかったために拒否した。サイドハーフとしてプレーした時期もあったが、1997年のFCバルセロナB昇格後は右サイドバックとしてプレーした。

### FCバルセロナ

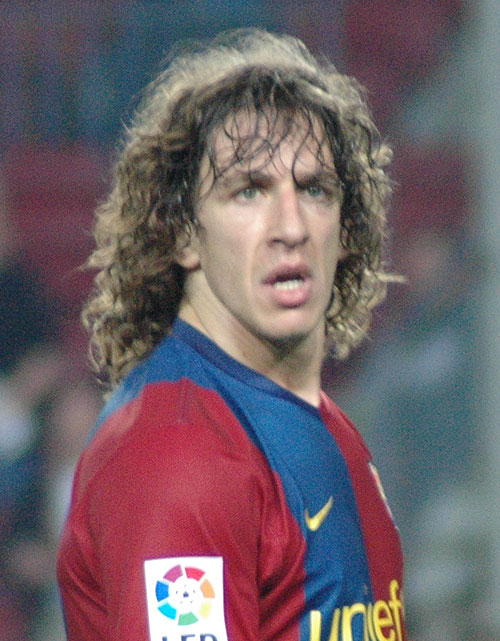
ヘタフェCF戦でのプジョル

1999年、ルイス・ファン・ハール監督によってトップチームに招集され、10月2日のバリャドリード戦（アウェー、2-0）でプリメーラ・ディビシオン（1部）デビューした。2000年10月、本拠地カンプ・ノウで行われたレアル・マドリードとのエル・クラシコでは、FCバルセロナからライバルのレアル・マドリードへ移籍したルイス・フィーゴとマッチアップし、フィーゴの突破を許さなかった。2002年には欧州サッカー連盟 (UEFA) によってUEFAチーム・オブ・ザ・イヤー（右サイドバック）に選ばれた。2002年10月23日、チャンピオンズリーグのロコモティフ・モスクワ戦にて、相手のシュートをバルセロナの紋章が縫い込まれている右胸の部分に当てて弾き出し、このプレーは伝説のように語り継がれている。2003年夏にシーズンオフ、FCバルセロナは財政危機に陥っており、イングランドのマンチェスター・ユナイテッドがプジョル獲得に興味を示したが、移籍は実現せず、この2年後には契約を5年延長した。2003年夏にフランク・デ・ブールが退団し、本格的にセンターバックに転向した。2003-04シーズン終了後、ルイス・エンリケの現役引退に伴ってキャプテンに就任した。2004-05シーズンと2005-06シーズンには2シーズン連続でリーグ優勝を果たし、2005-06シーズンには14シーズンぶり2度目のUEFAチャンピオンズリーグ制覇を成し遂げた。2005年と2006年には2年連続でUEFAチーム・オブ・ザ・イヤー（センターバック）に選ばれ、2006年にはUEFAクラブ最優秀ディフェンダーに選ばれた。
2006年11月3日、父親が農作業中の事故によって死去した。翌日のデポルティーボ・ラ・コルーニャ戦において、プジョルに代わってゲームキャプテンを務めゴールを挙げたロナウジーニョはキャプテンマークにキスし、プジョルにゴールを捧げた。また、ライバルのエスパニョールの選手達は、リーグ戦でプジョル一家への励ましのメッセージが入ったTシャツを着て入場し、ライバル関係を超えてプジョルの心中を労った。2008年には2年ぶりにUEFAチーム・オブ・ザ・イヤー（センターバック）に選ばれた。

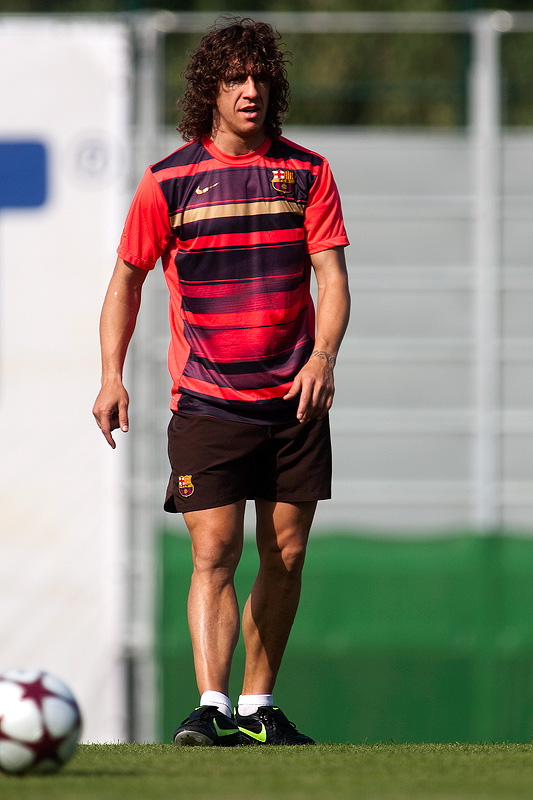
トレーニング中のプジョル

2008年9月16日、UEFAチャンピオンズリーグのスポルティングCP戦で公式戦通算400試合出場を達成した。2008-09シーズンは負傷に悩まされたが、28試合に出場してリーグ優勝に貢献し、2009年5月2日のエル・クラシコ (6-2) でシーズン唯一の得点を挙げた。同シーズンのUEFAチャンピオンズリーグ決勝では右サイドバックのダニエウ・アウヴェスが累積警告により出場できず、プジョルが右サイドバックとして出場した。2009年にはUEFAスーパーカップ、スーペルコパ・デ・エスパーニャ、FIFAクラブワールドカップなどにも勝利し、6冠を達成した。
2014年3月4日、度重なる怪我の影響で2013-14シーズン限りでの退団を表明した。5月31日、アンドニ・スビサレッタSDのサポート役としてのフロント入りを発表した。
因みに、彼の着けていた背番号5はプジョル本人の指名でセルヒオ・ブスケツに引き継がれた。
2015年1月、アンドニ・スビサレッタSDの契約解消が決まり、自身もクラブを離れることをSNSで発表した。

## 代表経歴

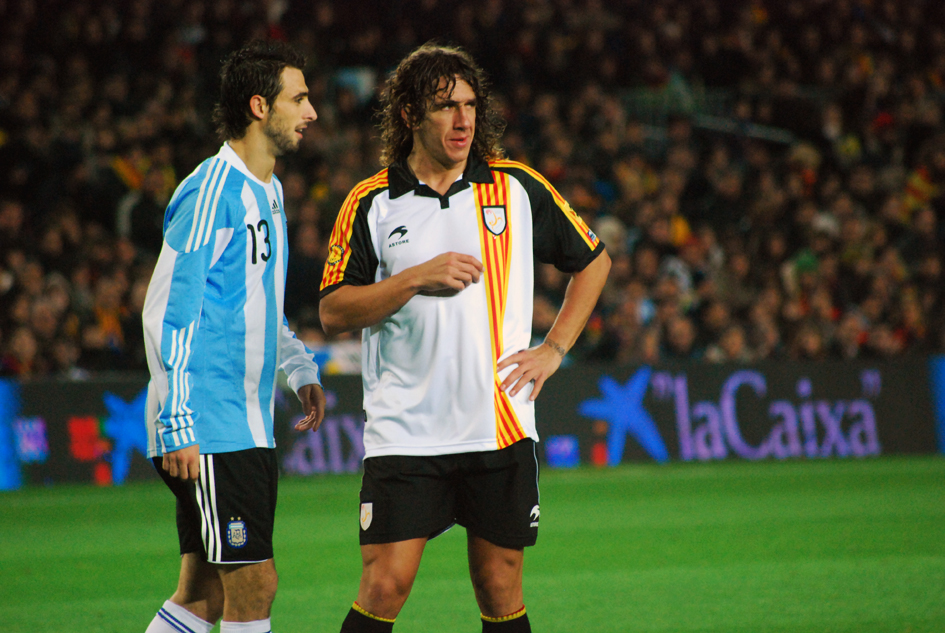
カタルーニャ代表でのプジョル

2000年11月15日、オランダ戦でスペイン代表デビューし、それ以来レギュラーとして出場し続けている。2002年4月17日、ベルファストで行われた北アイルランドとの親善試合 (5-0) で代表初得点を挙げた。
2007年6月20日、南アフリカで行われた親善試合で左膝靭帯を断裂し、翌日には手術を受けたが、全治3ヶ月と発表された。UEFA EURO 2008では守備陣の要としてチームを支え、5試合で2点しか許さなかった。決勝でドイツに勝利して優勝し、センターバックのコンビを組んだカルロス・マルチェナと共に大会ベストイレブンに選ばれた。2008年10月11日、2010 FIFAワールドカップ・ヨーロッパ予選のエストニア戦 (0-3) で代表2得点目を挙げた。2009年のコンフェデレーションズカップでは5試合中3試合に先発出場し、キャプテンのイケル・カシージャスが欠場したグループリーグ最終戦では代わりにキャプテンを務めた。スペイン代表は3位に終わったが、4人のチームメイトと共に大会ベストイレブンに選ばれた。
2010 FIFAワールドカップではジェラール・ピケとセンターバックのコンビを組んで全ての試合に先発出場し、準々決勝のパラグアイ戦で84分に途中交代した以外は試合終了までプレーした。準決勝のドイツ戦では73分にシャビ・エルナンデスが蹴ったコーナーキックをヘディングで合わせ、決勝進出を確信する決勝点を決めた。代表での1得点目と2得点目は大差が付いた段階での得点であり、初めての勝利に直結する得点であった。決勝ではオランダを1-0で下し、初優勝を果たした。7試合で2点しか許さず、GKイケル・カシージャスも含めた守備陣は抜群の安定感を誇った。2010年8月1日、少なくともあと2年間はスペイン代表でのプレーを続けることを発表した。

## プレースタイル

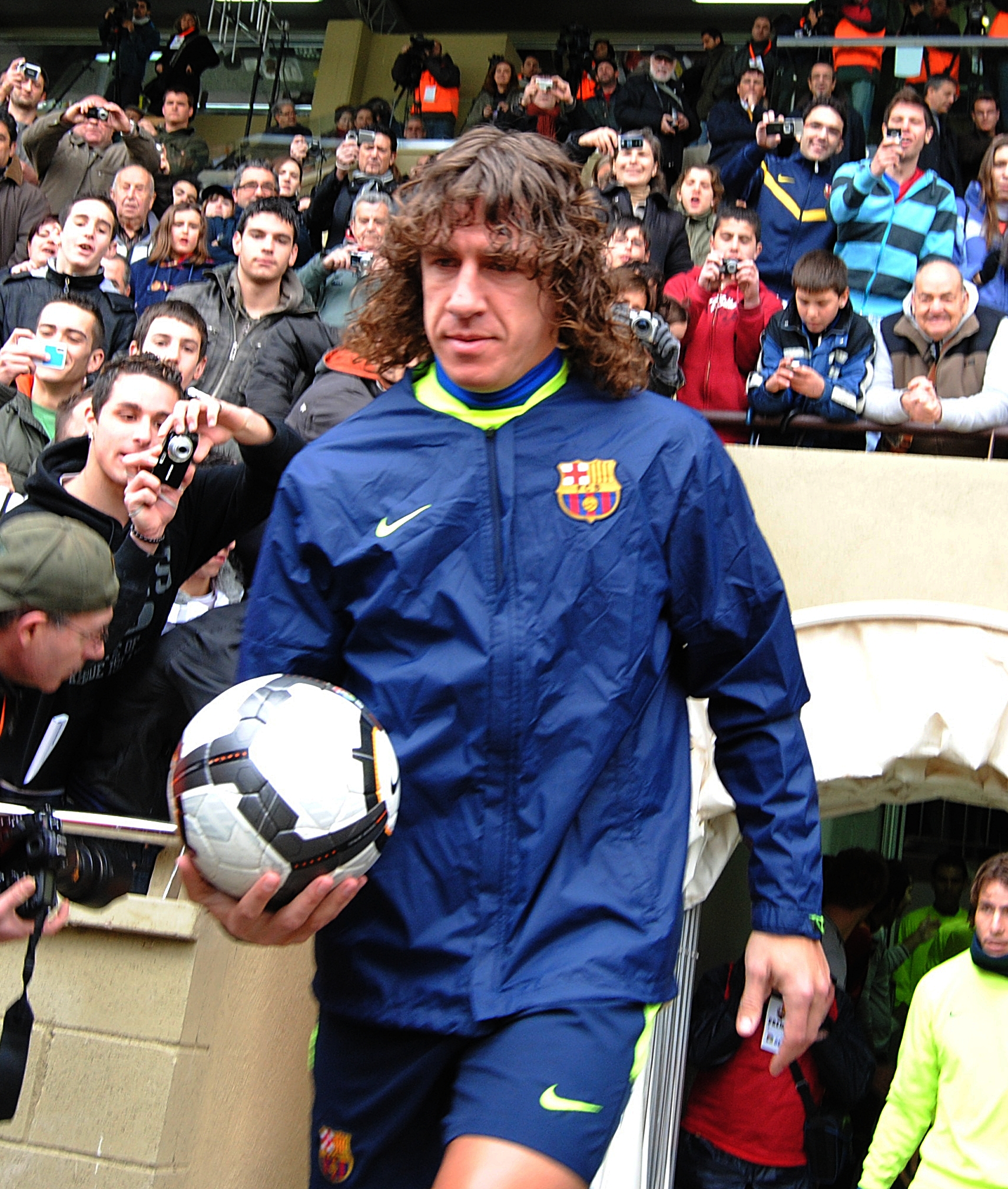
2010年のプジョル

チームへの献身性、頑強さ、闘志溢れるファイトが持ち味のディフェンダーである。プレースタイルは怪我をも恐れぬという意味でハードだったが、それはファウルを前提としない、クリーンなハードプレーであった。ハードなプレースタイルが故にフェイスガードを付けてプレーすることがあり、リーガ・エスパニョーラでフェイスガードを付けてプレーした最初の選手でもある。FCバルセロナのチーフドクターによれば、「彼の長所は素早い反応と爆発的な強度」である。FCバルセロナのファンは彼を「岩壁」(The Wall) という愛称で呼んでいる。プジョルと一緒にプレーしたこともあるミゲル・アンヘル・ナダルは「カルラスは優れたポジショニングのセンスを持ち、とりわけFCバルセロナの選手としての誇りを持っている」と語った。リーダーシップと生真面目さで知られており、失言や暴言を吐くことはなく、チームの全体練習が終わった後も個人練習を続けることがある。2010年、「僕はロマーリオのテクニックも、マルク・オーフェルマルスの速さも、パトリック・クライファートの力強さも持っていないが、他の選手より懸命に働く。頭が良くなくても何度も復習を重ねて最終的に試験に合格する学生が好きだ」と述べた 。彼はしばしば「FCバルセロナの心臓」と表現される。チームメイトのジェラール・ピケは「もし残り時間が少ない中で3-0で勝っていても、大声で味方に指示を続けるのが彼だ」と語った。

## 人物

### 性格
謙虚な性格であるとされている。カタルーニャ主義者だが原理主義者ではなく、政治的なアピールは最小限にし、他者への尊重などを言葉ではなく行動で示し続けた。
2006年、自身の生活について「静かな生活だよ。繁華街にあるナイトクラブには1回も行ったことがないんだ。外出するときは友人たちとレストランに行く時だ」と答えた 。2009年、Goal.comに対して「頻繁に外出するのは好きじゃない。でも繋がりを絶つのは良いことだよ。家で本を読んでいるのが好きだね」と答えた。

### 趣味
ヨガとピラティス・メソッドを取り入れており、彼の友人によるとチベット仏教とその文化に興味を持っているようである。2007年にはダライ・ラマに謁見している。音楽ではナパーム・デス(Napalm Death)が好みである。Crackoviaというテレビ番組で、ケサ (Queca) と名付けたヤギを飼っていることを明かした。このヤギは、プジョル自身がカーリーヘアーであるためプレゼントされたものである。

### 交友関係
2010年9月、バルセロナで行われたアレハンドロ・サンス (Alejandro Sanz) のコンサートでスペイン人モデルのマレーナ・コスタ (Malena Costa) と出会い、交際を始めた。10月16日にカンプ・ノウで行われたビジャレアルCF戦 (2-1) で得点した際には両手でハートマークを作るゴールパフォーマンスを行い、「ゴールは恋人に捧げるよ」と試合後の会見で話した。
マレーナと破局後はモデルのヴァネッサ・ロレンソと交際し、2014年1月25日、ヴァネッサとの間に第一子となる長女が誕生した。

### 髪
初めてトップチームで練習した19歳の時、ルイス・ファン・ハール監督に「美容院に行くお金がないのかい?」と髪を切ることを提案されたが、「いえ、今は髪を切りたくないのです」と切り返した。

## 代表歴

### 出場大会
- 2000年 シドニーオリンピック（準優勝）
- 2002年 2002 FIFAワールドカップ（ベスト8）
- 2004年 UEFA EURO 2004（グループリーグ敗退）
- 2006年 2006 FIFAワールドカップ（ベスト16）
- 2008年 UEFA EURO 2008（優勝）
- 2010年 2010 FIFAワールドカップ（優勝）

### 試合数
- 国際Aマッチ 100試合 3得点（2000年-2013年）[31]

| スペイン代表 | 国際Aマッチ | 国際Aマッチ |
| 年           | 出場        | 得点        |
| ------------ | ----------- | ----------- |
| 2000         | 1           | 0           |
| 2001         | 4           | 0           |
| 2002         | 10          | 1           |
| 2003         | 8           | 0           |
| 2004         | 10          | 0           |
| 2005         | 10          | 0           |
| 2006         | 10          | 0           |
| 2007         | 5           | 0           |
| 2008         | 14          | 1           |
| 2009         | 8           | 0           |
| 2010         | 14          | 1           |
| 2011         | 4           | 0           |
| 2012         | 1           | 0           |
| 2013         | 1           | 0           |
| 通算         | 100         | 3           |

### 得点
| #  | 日時           | 場所         | 対戦相手       | スコア | 最終結果 | 大会                                    |
| -- | -------------- | ------------ | -------------- | ------ | -------- | --------------------------------------- |
| 1. | 2002年4月17日  | ベルファスト | 北アイルランド | 4-0    | 5-0      | 親善試合                                |
| 2. | 2008年10月11日 | タリン       | エストニア     | 0-3    | 0-3      | 2010 FIFAワールドカップ・ヨーロッパ予選 |
| 3. | 2010年7月7日   | ダーバン     | ドイツ         | 1-0    | 1-0      | 2010 FIFAワールドカップ                 |

## タイトル

### クラブ
FCバルセロナ
- リーガ・エスパニョーラ (6): 2004-05, 2005-06, 2008-09, 2009-10, 2010-11, 2012-13
- コパ・デル・レイ (2) : 2008-09, 2011-12
- スーペルコパ・デ・エスパーニャ (5) : 2005, 2006, 2009, 2010, 2011
- UEFAチャンピオンズリーグ (3) : 2005-06, 2008-09, 2010-11
- UEFAスーパーカップ (2) : 2009, 2011
- FIFAクラブワールドカップ (2) : 2009，2011

### 代表
- U-23スペイン代表
  - オリンピックのサッカー競技 銀メダル : 2000
- スペインA代表
  - UEFA欧州選手権 : 2008
  - FIFAワールドカップ : 2010

### 個人
- ドン・バロン・アワード 最優秀新人選手 : 2000-01
- ヨーロピアン・スポーツ・マガジン 年間ベストイレブン (5) : 2001-02, 2002–03, 2004–05, 2005–06, 2006-07
- UEFAチーム・オブ・ザ・イヤー (6) : 2002, 2005, 2006, 2008, 2009, 2010
- UEFAクラブ最優秀ディフェンダー (2) : 2006, 2007
- FIFproワールドイレブン (4) : 2006, 2007, 2008, 2010
- UEFA欧州選手権優秀選手 (1) : 2008 [32]
- FIFAチーム・オブ・ザ・イヤー (3): 2008, 2009, 2010
- FIFAコンフェデレーションズカップベストイレブン (1): 2009
- FIFAワールドカップオールスターチーム (1) : 2010

## 著書
- 『El Meu Partit』（あの僕の試合）、2003年